# Jacques Rychner
Jacques Rychner, né le 16 novembre 1941 à Neuchâtel et mort le 24 mai 2017 à Neuchâtel, est un directeur de bibliothèque, historien du livre et philologue.

## Biographie
Jacques Rychner est le fils de Jean Rychner, philologue et médiéviste, et de Valentine Lombard, fille d'Alfred Lombard. Par sa mère, il est l'arrière-petit-fils de Philippe Godet.
Jacques Rychner étudie la philologie classique aux Universités de Neuchâtel et Munich. Après avoir obtenu sa licence ès lettres en 1965, il est nommé lecteur de français à l’Université de Munich. Il s’inscrit ensuite à l’École nationale de bibliothécaires de Paris (aujourd’hui ENSSIB, à Lyon). En parallèle, Jacques Rychner suit le Séminaire d’histoire et de civilisation du livre du professeur Henri-Jean Martin à l’École pratique des Hautes Études (IVe Section). Après obtention d'un diplôme supérieur de bibliothécaire, il travaille en qualité d’assistant au Département des Livres anciens de la Bibliothèque nationale de France.
Jacques Rychner est nommé directeur de la Bibliothèque publique et universitaire de Neuchâtel(BPUN) en 1977 et occupe cette place dix-sept années durant. Dans le cadre de cette fonction, il est à l'origine de la création, en 1983, de la Fondation de la Bibliothèque publique et universitaire de Neuchâtel, de l'ouverture de la section de lecture publique et de l'intégration de la bibliothèque au sein du Réseau des bibliothèques romandes (RERO). C'est aussi sous sa direction qu'est inauguré l'espace d'exposition du fonds d'archives Jean-Jacques Rousseau.
Jacques Rychner étudie toute sa vie durant les très riches archives de Société typographique de Neuchâtel acquises en 1932 par un précédent directeur de la BPUN, André Bovet. Il y puise la matière de plusieurs publications "sur le fonctionnement de l’imprimerie ancienne, sur les conditions de travail et la vie quotidienne des ouvriers du livre au 18e siècle". En 1974, il reçoit de la Société d'histoire et d'archéologie de Neuchâtel le prix Fritz Kunz.

## Publications (non exhaustif)
- Jacques Rychner, "Les archives de la Société typographique de Neuchâtel", Musée neuchâtelois, 1969, p. 99-122.
- Jacques Rychner, "À l'ombre des Lumières: coup d’œil sur la main-d’œuvre de quelques imprimeries du XVIIIe siècle", Revue française d'histoire du livre, Bordeaux, [s.n.], t. 5, no 16(1977), p. 611-642.
- Jacques Rychner et Jean-Daniel Candaux, Genève et ses typographes vus de Neuchâtel, 1770-1780, Genève, C. Braillard, 1984.
- Jacques Rychner, "Aspects du livre neuchâtelois: études réunies à l'occasion du 450e anniversaire de l'imprimerie neuchâteloise", Neuchâtel, Bibliothèque publique et universitaire, 1986.
- Jacques Rychner, "Le travail de l'atelier", Histoire de l'édition française, Paris, Promodis, 1984, t. 2, p. 42-61.
- Jacques Rychner, Thierry Chatelain, Robert Darnton, Jacques-Barthélémy Spineux (1738-1806) prote de la Société typographique de Neuchâtel, Neuchâtel, Editions Alphil, 2013.